# 全国高等学校野球選手権山形大会
全国高等学校野球選手権山形大会（ぜんこくこうとうがっこうやきゅうせんしゅけんやまがたたいかい）は、山形県で開催されている全国高等学校野球選手権大会（夏の甲子園）の地方大会。

## 前史
山形県勢は1919年（第5回大会）から参加、1921年（第7回大会）・1922年（第8回大会）は不参加。1919年（第5回大会）・1920年（第6回大会）・1923年（第9回大会）・1924年（第10回大会）は東北大会、1925年（第11回大会） - 1933年（第19回大会）は奥羽大会、1934年（第20回大会） - 1957年（第39回大会）は東北大会、1959年（第41回大会） - 1972年（第54回大会）は西奥羽大会、1974年（第56回大会）・1975年（第57回大会）は東北大会に編成されていた（ただし、第27回大会は地方大会も中止、第40回・第45回・第50回・第55回大会は一府県一代表が認められた記念大会）。

## 概要
山形県はかつて高校野球の世界において、全国下位が定位置の地域と称されてきた。それを象徴する出来事として、1985年・第67回大会が挙げられる。この年の代表・東海大山形は、初戦（2回戦）で優勝したPL学園（大阪）に、甲子園大会（春・夏共に）において史上唯一の毎回得点を許すなど、結果スコアは「7-29」という歴史的な大敗を喫した。
2次予選が存在した時代、県勢の2次予選初制覇・初の本大会出場は1936年・22回大会の山形東だったが、甲子園での勝利は遠く、さらに1959年(41回)から72年(54回)の2次予選(西奥羽大会)ではすでに全国での実績豊富な秋田代表に12連敗、甲子園(全国大会)は5年に一度しかたどり着けない(当時は西暦3と8の年・記念大会だけが2次予選なし・全国大会全都道府県参加だった)夢のまた夢の場所という、不遇の時代を過ごしてきた。しかし1973年・55回大会で日大山形が鹿児島実を2-1で下し、県勢全国大会14回目の挑戦で悲願の初勝利を挙げた。これは正式な2次予選廃止、47都道府県・49代表制導入元年となる1979年・61回大会で比叡山高校が初勝利を挙げる滋賀代表に次ぐ49代表中2番目に遅い記録である。
以来、山形県の高校野球は日大山形・東海大山形という大手私大系列校2校と1990年代後半から2000年代に成長した庄内勢、酒田南・鶴岡東を軸に展開し、徐々に全国上位をうかがうチームも送り出すようになった。このため公立の代表校が出るケースは少ないが2010年・92回大会ではこの年のセンバツに21世紀枠で出場の山形中央が初出場(センバツ21世紀枠の春夏連続出場は2001年の宜野座以来2回目で以降達成校は現れていない)、4年後には初勝利も挙げた。
2006年・第88回大会では日大山形が3回戦で、今治西（愛媛）戦で延長13回の末11x-10で逆転サヨナラ勝ちを収め、山形県勢としても夏の甲子園で初のベスト8進出を果たした。準々決勝では優勝した早稲田実（西東京）に2-5で敗れ、山形県代表の準決勝進出はならなかった。
それから7年後の2013年・第95回大会では同じく日大山形が、日大三・作新学院・明徳義塾と過去の優勝校を次々と破り、山形県代表としては初めて、かつ全代表の中では48番目のベスト4進出を果たした(これにより夏の選手権全国大会で準々決勝進出が最高成績の地域は富山のみとなった。ただし富山勢はセンバツでは準決勝進出の経験がある)。しかし、準決勝では優勝した前橋育英（群馬）に1-4で敗れ、山形県代表の決勝進出はならなかった。
47都道府県・49代表制になった1978年・第60回大会から2019年・101回大会までの42年間、山形代表が初戦を勝ち上がったのは13回、勝ち上がり率.309である。また、2016年時点で夏の甲子園大会で山形代表の通算成績は23勝56敗・勝率.291で、47都道府県・49代表中最下位だった。

## 使用球場
- 山形県野球場（ヤマリョースタジアム山形）※：メイン会場
- 天童市スポーツセンター野球場
- 米沢市営野球場（皆川球場）
- 新庄市民球場
- 鶴岡市小真木原野球場（鶴岡ドリームスタジアム）
- 酒田市営光ヶ丘野球場

## 大会結果
| 年度（大会）          | 校数 | 優勝校           | 決勝スコア | 準優勝校           | 備考     | 全国大会     |
| --------------------- | ---- | ---------------- | ---------- | ------------------ | -------- | ------------ |
| 東北大会              |      |                  |            |                    |          |              |
| 1946年（第28回大会）  | 15   | 山形中           | 8 - 4      | 山形工             |          | 2回戦敗退    |
| 1947年（第29回大会）  | 16   | 仙台二中（宮城） | 7 - 2      | 福島商（福島）     |          | -            |
| 1948年（第30回大会）  | 17   | 石巻（宮城）     | 4 - 1      | 福島商（福島）     |          | -            |
| 1949年（第31回大会）  | 17   | 東北（宮城）     | 4 - 3      | 山形二             |          | -            |
| 1950年（第32回大会）  | 22   | 仙台一（宮城）   | 2 - 1      | 気仙沼（宮城）     |          | -            |
| 1951年（第33回大会）  | 20   | 福島商（福島）   | 4 - 1      | 安積（福島）       |          | -            |
| 1952年（第34回大会）  | 21   | 山形南           | 2 - 1      | 気仙沼（宮城）     |          | 1回戦敗退    |
| 1953年（第35回大会）  | 22   | 白石（宮城）     | 4 - 0      | 米沢西             |          | -            |
| 1954年（第36回大会）  | 24   | 福島商（福島）   | 6 - 3      | 鶴岡工             |          | -            |
| 1955年（第37回大会）  | 27   | 新庄北           | 6 - 5      | 仙台一（宮城）     |          | 1回戦敗退    |
| 1956年（第38回大会）  | 25   | 仙台二（宮城）   | 3 - 1      | 磐城（福島）       |          | -            |
| 1957年（第39回大会）  | 26   | 山形南           | 4 - 3      | 山形商             |          | 1回戦敗退    |
| 1958年（第40回大会）  | 24   | 山形南           | 8 - 0      | 山形東             | 1県1校   | 2回戦敗退    |
| 西奥羽大会            |      |                  |            |                    |          |              |
| 1959年（第41回大会）  | 28   | 新庄北           | 4 - 1      | 金足農（秋田）     |          | 1回戦敗退    |
| 1960年（第42回大会）  | 28   | 秋田商（秋田）   | 6 - 0      | 金足農（秋田）     |          | -            |
| 1961年（第43回大会）  | 28   | 秋田商（秋田）   | 2 - 1      | 秋田（秋田）       |          | -            |
| 1962年（第44回大会）  | 33   | 山形商           | 3 - 2      | 大曲農（秋田）     |          | 1回戦敗退    |
| 1963年（第45回大会）  | 35   | 日大山形         | 8 - 2      | 山形商             | 1県1校   | 2回戦敗退    |
| 1964年（第46回大会）  | 38   | 秋田工（秋田）   | 3 - 2      | 能代（秋田）       |          | -            |
| 1965年（第47回大会）  | 39   | 秋田（秋田）     | 4 - 2      | 秋田商（秋田）     |          | -            |
| 1966年（第48回大会）  | 41   | 秋田（秋田）     | 2 - 1      | 秋田工（秋田）     |          | -            |
| 1967年（第49回大会）  | 42   | 本荘（秋田）     | 2 - 1      | 秋田商（秋田）     |          | -            |
| 1968年（第50回大会）  | 43   | 日大山形         | 17 - 0     | 山形東             | 1県1校   | 2回戦敗退    |
| 1969年（第51回大会）  | 46   | 横手（秋田）     | 7 - 0      | 秋田商（秋田）     |          | -            |
| 1970年（第52回大会）  | 47   | 秋田商（秋田）   | 4 - 2      | 山形東             |          | -            |
| 1971年（第53回大会）  | 47   | 秋田市立（秋田） | 9 - 1      | 金足農（秋田）     |          | -            |
| 1972年（第54回大会）  | 48   | 秋田市立（秋田） | 5 - 3      | 酒田商             |          | -            |
| 1973年（第55回大会）  | 48   | 日大山形         | 4 - 0      | 鶴岡商             | 1県1校   | 2回戦敗退    |
| 東北大会              |      |                  |            |                    |          |              |
| 1974年（第56回大会）  | 51   | 山形南           | 4 - 1      | 山形東             |          | 2回戦敗退    |
| 1975年（第57回大会）  | 52   | 仙台育英（宮城） | 4 - 1      | 日大山形           |          | -            |
| 山形大会              |      |                  |            |                    |          |              |
| 1976年（第58回大会）  | 51   | 日大山形         | 2 - 1      | 山形電波工         |          | 2回戦敗退    |
| 1977年（第59回大会）  | 52   | 酒田工           | 2 - 0      | 山形南             |          | 2回戦敗退    |
| 1978年（第60回大会）  | 52   | 鶴商学園         | 3 - 1      | 米沢商             |          | 2回戦敗退    |
| 1979年（第61回大会）  | 52   | 日大山形         | 14 - 1     | 米沢工             |          | 3回戦敗退    |
| 1980年（第62回大会）  | 52   | 山形南           | 11 - 2     | 寒河江             |          | 1回戦敗退    |
| 1981年（第63回大会）  | 52   | 鶴商学園         | 11 - 1     | 酒田東             |          | 1回戦敗退    |
| 1982年（第64回大会）  | 52   | 東海大山形       | 5 - 4      | 日大山形           |          | 1回戦敗退    |
| 1983年（第65回大会）  | 52   | 日大山形         | 9 - 2      | 東海大山形         |          | 1回戦敗退    |
| 1984年（第66回大会）  | 55   | 日大山形         | 9 - 0      | 米沢中央           |          | 2回戦敗退    |
| 1985年（第67回大会）  | 56   | 東海大山形       | 7x - 6     | 日大山形           |          | 2回戦敗退    |
| 1986年（第68回大会）  | 57   | 東海大山形       | 8 - 3      | 日大山形           |          | 2回戦敗退    |
| 1987年（第69回大会）  | 56   | 東海大山形       | 5 - 4      | 羽黒工             |          | 3回戦敗退    |
| 1988年（第70回大会）  | 55   | 日大山形         | 14 - 2     | 米沢中央           |          | 1回戦敗退    |
| 1989年（第71回大会）  | 55   | 東海大山形       | 10 - 3     | 米沢中央           |          | 1回戦敗退    |
| 1990年（第72回大会）  | 56   | 日大山形         | 10 - 1     | 東海大山形         |          | 1回戦敗退    |
| 1991年（第73回大会）  | 56   | 米沢工           | 4 - 1      | 鶴商学園           |          | 1回戦敗退    |
| 1992年（第74回大会）  | 56   | 日大山形         | 7 - 6      | 米沢中央           |          | 3回戦敗退    |
| 1993年（第75回大会）  | 56   | 日大山形         | 20 - 1     | 山形中央           |          | 3回戦敗退    |
| 1994年（第76回大会）  | 55   | 鶴岡工           | 6 - 3      | 山形商             |          | 2回戦敗退    |
| 1995年（第77回大会）  | 55   | 東海大山形       | 4 - 2      | 日大山形           |          | 3回戦敗退    |
| 1996年（第78回大会）  | 55   | 日大山形         | 7 - 2      | 羽黒               |          | 1回戦敗退    |
| 1997年（第79回大会）  | 55   | 酒田南           | 5x - 4     | 東海大山形         | 延長11回 | 2回戦敗退    |
| 1998年（第80回大会）  | 54   | 日大山形         | 8 - 2      | 酒田南             |          | 1回戦敗退    |
| 1999年（第81回大会）  | 54   | 酒田南           | 8 - 0      | 上山明新館         |          | 1回戦敗退    |
| 2000年（第82回大会）  | 57   | 酒田南           | 9 - 5      | 東海大山形         |          | 2回戦敗退    |
| 2001年（第83回大会）  | 56   | 酒田南           | 8 - 4      | 日大山形           |          | 2回戦敗退    |
| 2002年（第84回大会）  | 56   | 酒田南           | 7 - 3      | 羽黒               |          | 1回戦敗退    |
| 2003年（第85回大会）  | 55   | 羽黒             | 7 - 2      | 酒田南             |          | 1回戦敗退    |
| 2004年（第86回大会）  | 55   | 酒田南           | 6 - 2      | 東海大山形         |          | 3回戦敗退    |
| 2005年（第87回大会）  | 55   | 酒田南           | 8 - 5      | 羽黒               | 延長10回 | 3回戦敗退    |
| 2006年（第88回大会）  | 56   | 日大山形         | 8 - 2      | 東海大山形         |          | 準々決勝敗退 |
| 2007年（第89回大会）  | 55   | 日大山形         | 6 - 4      | 羽黒               |          | 1回戦敗退    |
| 2008年（第90回大会）  | 56   | 酒田南           | 6 - 2      | 羽黒               |          | 1回戦敗退    |
| 2009年（第91回大会）  | 56   | 酒田南           | 17 - 0     | 新庄東             |          | 1回戦敗退    |
| 2010年（第92回大会）  | 55   | 山形中央         | 4 - 3      | 鶴岡東             | 延長12回 | 2回戦敗退    |
| 2011年（第93回大会）  | 54   | 鶴岡東           | 3 - 2      | 山形中央           |          | 2回戦敗退    |
| 2012年（第94回大会）  | 54   | 酒田南           | 6 - 5      | 日大山形           |          | 2回戦敗退    |
| 2013年（第95回大会）  | 52   | 日大山形         | 7 - 3      | 米沢中央           |          | 準決勝敗退   |
| 2014年（第96回大会）  | 49   | 山形中央         | 5 - 2      | 酒田南             |          | 2回戦敗退    |
| 2015年（第97回大会）  | 49   | 鶴岡東           | 13 - 2     | 羽黒               |          | 3回戦敗退    |
| 2016年（第98回大会）  | 49   | 鶴岡東           | 10 - 8     | 山形中央           | 延長11回 | 1回戦敗退    |
| 2017年（第99回大会）  | 49   | 日大山形         | 16 - 3     | 山形中央           |          | 1回戦敗退    |
| 2018年（第100回大会） | 48   | 羽黒             | 5x - 4     | 鶴岡東             | 延長11回 | 1回戦敗退    |
| 2019年（第101回大会） | 48   | 鶴岡東           | 11 - 7     | 山形中央           |          | 3回戦敗退    |
| 2020年（独自大会）    | 45   | 鶴岡東           | 9 - 4      | 東海大山形         |          | （中止）     |
| 2021年（第103回大会） | 44   | 日大山形         | 9 - 7      | 東海大山形         |          | 3回戦敗退    |
| 2022年（第104回大会） | 43   | 鶴岡東           | 3 - 2      | 山形中央           |          | 2回戦敗退    |
| 2023年（第105回大会） | 42   | 日大山形         | 6 - 4      | 山形中央           |          | 1回戦敗退    |
| 2024年（第106回大会） | 41   | 鶴岡東           | 11 -1      | 東北文教大山形城北 |          | 2回戦敗退    |
| 2025年（第107回大会） | 40   | 日大山形         | 5 -4       | 鶴岡東             |          |              |

- 参加校数は日本高野連の発表形式に基づき、連合チームを1校としてカウント

## 放送体制

### テレビ
- 山形テレビ（YTS、準決勝・決勝）
- NHK山形放送局（決勝、2019年までは準決勝以降）
- NCV（東南置賜9校の試合を放送、米沢市営野球場の試合は生放送）。「バーチャル高校野球」では中継映像が配信されるが、実況はなく場内音声のみ。

### ラジオ
- 山形放送（YBC、決勝、2019年までは準決勝以降）
- NHK山形放送局（準決勝・決勝、2018年まで・2023年は準々決勝以降、2019年・2022年は準決勝以降、2021年は決勝）
- エフエムNCV おきたまGO!（コミュニティFM局、テレビの音声を同時生放送）

2021年の決勝戦はNHK・YTS両局とも東京オリンピックの中継を行うため、NHKはサブチャンネルで中継。YTSは「バーチャル高校野球」で配信し、地上波は7月26日に録画中継した。2024年の決勝については、当初7月26日を予定していたが、当日雨天中止となり翌27日に延期され、さらにパリ五輪開会式ダイジェスト放送が予め決まっていたことから、録画中継となった。